# Anna Cummins
Anna Mickelson-Cummins (ur. 21 marca 1980 w Seattle) – amerykańska wioślarka. Dwukrotna medalistka olimpijska.
Przez wiele lat była członkinią amerykańskiej reprezentacyjnej ósemki. Zdobyła dwa medale igrzysk olimpijskich: srebro w 2004 i złoto cztery lata później. Ma w dorobku trzy tytuły mistrzyni świata w tej konkurencji (2002, 2006 i 2007).

## Osiągnięcia
- Mistrzostwa Świata – Sewilla 2002 – ósemka – 1. miejsce[3].
- Mistrzostwa Świata – Mediolan 2003 – ósemka – 5. miejsce[3].
- Igrzyska Olimpijskie – Ateny 2004 – ósemka – 2. miejsce[3].
- Mistrzostwa Świata – Gifu 2005 – czwórka podwójna – 5. miejsce[3].
- Mistrzostwa Świata – Eton 2006 – dwójka bez sternika – 4. miejsce[3].
- Mistrzostwa Świata – Eton 2006 – ósemka – 1. miejsce[3].
- Mistrzostwa Świata – Monachium 2007 – dwójka bez sternika – 7. miejsce[3].
- Mistrzostwa Świata – Monachium 2007 – ósemka – 1. miejsce[3].
- Igrzyska Olimpijskie – Pekin 2008 – ósemka – 1. miejsce[3].